# Ruben Hollemans
Ruben Hollemans (Sint Laurens, 6 juli 1993) is een Nederlands voetballer die als verdediger speelt.
Hollemans begon in de jeugd bij VV Serooskerke voor hij in de c-jeugd bij RBC Roosendaal kwam. Daar debuteerde hij op 28 januari 2011 in de uitwedstrijd tegen Sparta Rotterdam. Als basisspeler maakte hij bij zijn debuut een eigen doelpunt. In zijn eerste seizoen in de Eerste divisie speelde hij negen duels voor RBC Roosendaal. In juni 2011 stapte hij over naar NAC Breda. Daar speelde Hollemans voornamelijk in het tweede elftal. In 2013 beëindigde Hollemans zijn professionele voetbalcarrière en ging bij VV Kloetinge spelen.